# دشمة الجوز
دُشمَة الجوز هو أحد مسببات الأمراض الفطرية للنباتات من جنس الدشمة. يصيب أوراق الجوز ويسبب بقع مستديرة مبعثرة ليست قياسية لونها إلى السمرة تركب نصل الأوراق وقشور الثمار فتؤذيها وقد تعطب النوامي. تظهر من حزيران إلى آب.